# 穴鬍鯰
穴鬍鯰，為輻鰭魚綱鯰形目塘虱魚科的其中一種，被IUCN列為極危保育類動物，分布於非洲納米比亞Aigumas洞穴，本魚體無色，眼非常小並覆蓋著皮膚;頭部矩形，吻寬廣地圓，額骨囪門長而狹窄，後頭骨囪門長而橢圓形，鰓耙長且豎立，鰓前的器官非常縮小，第二感覺管的開口規則排列沿著側面。背鰭軟條71-76枚；臀鰭軟條61-66枚，體長可達16.1公分，棲息在洞穴中，屬肉食性，以生物殘骸、昆蟲等為食，可做為觀賞魚。

## 扩展阅读
維基物種上的相關：穴鬍鯰